# Александров саркофаг
Александров саркофаг је саркофаг из 4. века п. н. е., који је добио своју значајност по рељефима који показују Александра Македонског. Пронађен је 1887. код некрополе у Сидону у данашњем Либану. Данас је изложен у истанбулском Археолошком музеју. 
Саркофаг је упркос имену припадао Абдалониму, краљу Сидона, којег је именовао сам Александар Македонски. По другој теорији, саркофаг је припадао персијском сатрапу Мазесу, управнику Вавилона.

## Састав резбарија на саркофагу
Саркофаг је направљен од полихроматског мермера донесеног са грчке планине Пентели. Резбарије на једној страни приказују Александра Македонског у борби против персијске коњенице у бици код Иса, где је Александар приказан на свом легендарном коњу Букефалу. За другу особу на коњу се сматра да је Александров интимни пријатељ и генерал Хефестион (Hefastion). Трећи коњеник је наводно Пердика.
Са друге стране, резбарија приказује Александра у лову на лавове. Трећа страна приказује Абдалонима у лову на лавове, а четврта страна приказује битку код Газе и на једном мањем делу убиство Пердике.